# Atractides walteri
Atractides walteri är en kvalsterart som först beskrevs av Viets 1925.  Atractides walteri ingår i släktet Atractides och familjen Hygrobatidae. Inga underarter finns listade.